# Edward Misselden
Edward Misselden (*1608? — 1654?) foi um membro destacado dos escritores no grupo de pensamento econômico mercantilista. 
Estabeleceu que os movimentos internacionais de espécies e as flutuações na taxa de câmbio dependiam dos fluxos de comércio internacional e não dos manejos dos bancos, como era acreditado naquela época. Sugeriu que as "voltas de comércio" deveriam ser estabelecidas para propósitos de análise estatístico, de modo a poder o Estado regular o comércio e obter excedentes de exportação.